# Цуранов, Юрий Филаретович
Ю́рий Филаре́тович Цура́нов (2 января 1936, Нерчинск — 15 марта 2008, Екатеринбург) — советский стрелок-стендовик и тренер по стрельбе. Выступал на всесоюзном уровне в конце 1950-х — середине 1970-х годов, десятикратный чемпион мира, десятикратный чемпион Европы, одиннадцатикратный чемпион СССР, участник трёх летних Олимпийских игр, победитель многих турниров всесоюзного и международного значения. На соревнованиях представлял команду СКА и Свердловскую область, заслуженный мастер спорта СССР. Впоследствии работал тренером, заслуженный тренер РСФСР.

## Биография
Родился 2 января 1936 года в городе Нерчинске Дальневосточного края. Окончил Московский институт цветных металлов и золота, начиная с 1960 года постоянно проживал в городе Свердловске, состоял в свердловском Спортивном клубе армии.
Первого серьёзного успеха на взрослом международном уровне добился в сезоне 1958 года, когда попал в основной состав советской национальной сборной и выступил на чемпионате мира в Москве, где одержал победу в зачёте командного скита. Год спустя на мировом первенстве в Каире выиграл серебро в индивидуальном ските.
В октябре 1960 года на 11-х Всероссийских соревнованиях обществ охотников на лично-командное первенство Главохоты РСФСР и Росохотсоюза в Краснодаре поразил 197 из 200 мишеней и стал чемпионом 1960 года в стрельбе на круглом стенде.
В октябре 1962 года на 38-м чемпионате мира по стрельбе в Каире участвовал в составе сборной СССР, стрелял из ружья МЦ 8. Завоевал серебро в индивидуальной и командной дисциплинах.
В 1963 году на Спартакиаде народов СССР на круглом стенде Цуранов завоевал золото в напряжённой борьбе с Евгением Петровым — оба стрелка выбили максимум 200 из 200, затем в дополнительном раунде вновь показали одинаковый результат 25 из 25 — тогда было принято беспрецедентное решение присвоить золотые награды обоим спортсменам. В 1966 году на чемпионате мира в Висбадене Юрий Цуранов получил серебряную медаль в командном ските. В следующем сезоне на мировом первенстве в итальянской Болонье был лучшим в командной дисциплине и третьим в индивидуальной — при этом выполнил норматив мастера спорта международного класса.
В апреле 1967 года занял третье место на международных соревнованиях по стрельбе из охотничьих ружей, проходивших на стрельбище ЦС ВВОО (поразил 194 из 200 мишеней).
Благодаря череде удачных выступлений удостоился права защищать честь страны на летних Олимпийских играх 1968 года в Мехико — был здесь близок к призовым позициям, заняв в ските четвёртое место (196 из 200 мишеней).
На чемпионате мира 1969 года в Сан-Себастьяне одержал победу в обеих дисциплинах скита — за это выдающееся достижение был удостоен почётного звания «Заслуженный мастер спорта СССР». Год спустя на мировом первенстве в Финиксе не смог защитить звание чемпиона в личном зачёте, став только вторым, тогда как в командном зачёте вновь был лучшим. На чемпионате мира 1971 года в Болонье показал максимальный результат 200/200, добавив в послужной список ещё две золотые награды. Будучи одним из лидеров советской команды стрелков, благополучно прошёл квалификацию на Олимпийские игры 1972 года в Мюнхене. Во время соревнований он вступил в конфликт с судьёй, в результате чего с него сняли четыре очка, и в итоговом протоколе он расположился лишь на тринадцатой строке.
После неудачной мюнхенской Олимпиады Цуранов остался в основном составе национальной сборной СССР и продолжил принимать участие в крупнейших международных турнирах. Так, в 1973 году на чемпионате мира в Мельбурне он выиграл серебряную медаль в индивидуальном ските и золотую в командном. Затем на первенстве мира в Берне повторил этот результат. Последний раз участвовал в чемпионатах мира на турнире в Мюнхене в 1975 году, где одержал победу в личном зачёте, став таким образом десятикратным чемпионом мира по стендовой стрельбе. Также на тот момент был десятикратным чемпионом Европы и одиннадцатикратным чемпионом СССР.
Закончил выступления на международной арене в возрасте сорока лет в сезоне 1976 года, побывав на Олимпийских играх в Монреале и заняв там десятое место — вскоре по окончании этих соревнований принял решение завершить карьеру спортсмена, уступив место в сборной молодым советским стрелкам.
Завершив карьеру стрелка, перешёл на тренерскую работу, в частности в 1978—1979 годах был тренером сборной СССР, тогда как в период 1978—1989 годов неизменно возглавлял сборную команду РСФСР. Имеет звание заслуженного тренера РСФСР, награждён орденом «Знак Почёта».
Умер 15 марта 2008 года в Екатеринбурге. Похоронен в Екатеринбурге на Широкореченском кладбище.
Вскоре после его смерти губернатор Свердловской области Эдуард Россель подписал указ о создании Специализированной детско-юношеской школы олимпийского резерва по стендовой стрельбе имени Ю. Ф. Цуранова.
Был женат на советской спортсменке Ларисе Гурвич, так же добившейся значительных успехов в стендовой стрельбе. Их сын Константин Цуранов продолжил дело родителей и тоже стал довольно известным стрелком, участвовал в Олимпийских играх в Пекине, где занял 23 место.
В 2010 году установлена мемориальная доска на доме, где жил Ю. Ф. Цуранов (улица Мамина-Сибиряка, 25).